# PGC 69877
LEDA/PGC 69877, auch bekannt als die Südamerika-Galaxie, ist ein verschmelzendes ultraleuchtendes Infrarot-Galaxienpaar im Sternbild Wassermann. Sie ist schätzungsweise 1045 Millionen Lichtjahre von der Milchstraße entfernt und hat einen Durchmesser von etwa 90.000 Lichtjahren. Vom Sonnensystem aus entfernt sich das Objekt mit einer errechneten Radialgeschwindigkeit von näherungsweise 23.300 Kilometern pro Sekunde.